# Littenseradiel
Littenseradiel (anhörenⓘ) (niederländisch Littenseradeel) ist eine ehemalige Gemeinde der Provinz Friesland (Niederlande). Sie hatte vor ihrer Auflösung 10.691 Einwohner (Stand: 31. Dezember 2017). Ihr Verwaltungssitz lag in Wommels.
Die Gemeinde wurde am 1. Januar 2018 aufgelöst und auf die Nachbargemeinden Leeuwarden, Súdwest-Fryslân und die neugebildete Gemeinde Waadhoeke aufgeteilt.

## Orte
Die Gemeinde benutzte westfriesische Namen. Die niederländischen Namen sind nicht offiziell.
| Name (westfriesisch) | Name (niederländisch) | Gemeindezugehörigkeit ab 2018 |
| -------------------- | --------------------- | ----------------------------- |
| Baaium               | Baijum                | Waadhoeke                     |
| Baard                |                       | Leeuwarden                    |
| Bears                | Beers                 | Leeuwarden                    |
| Boazum               | Bozum                 | Súdwest-Fryslân               |
| Britswert            | Britswerd             | Súdwest-Fryslân               |
| Easterein            | Oosterend             | Súdwest-Fryslân               |
| Easterlittens        | Oosterlittens         | Leeuwarden                    |
| Easterwierrum        | Oosterwierum          | Súdwest-Fryslân               |
| Hidaard              |                       | Súdwest-Fryslân               |
| Hilaard              | Hijlaard              | Leeuwarden                    |
| Húns                 | Huins                 | Leeuwarden                    |
| Iens                 | Edens                 | Súdwest-Fryslân               |
| Jellum               |                       | Leeuwarden                    |
| Jorwert              | Jorwerd               | Leeuwarden                    |
| Kûbaard              | Kubaard               | Súdwest-Fryslân               |
| Leons                | Lions                 | Leeuwarden                    |
| Lytsewierrum         | Lutkewierum           | Súdwest-Fryslân               |
| Mantgum              |                       | Leeuwarden                    |
| Reahûs               | Roodhuis              | Súdwest-Fryslân               |
| Rien                 |                       | Súdwest-Fryslân               |
| Spannum              |                       | Waadhoeke                     |
| Waaksens             | Waaxens               | Súdwest-Fryslân               |
| Weidum               |                       | Leeuwarden                    |
| Winsum               |                       | Waadhoeke                     |
| Wiuwert              | Wieuwerd              | Súdwest-Fryslân               |
| Wjelsryp             | Welsrijp              | Waadhoeke                     |
| Wommels              |                       | Súdwest-Fryslân               |

## Politik
Sitzverteilung im Gemeinderat:
| Partei             | Sitze | Sitze | Sitze | Sitze |
| Partei             | 2002  | 2006  | 2010  | 2014  |
| ------------------ | ----- | ----- | ----- | ----- |
| SAM Littenseradiel | —     | —     | 5     | 5     |
| CDA                | 5     | 4     | 4     | 4     |
| FNP                | 3     | 3     | 4     | 4     |
| VVD                | 3     | 3     | 2     | 2     |
| ChristenUnie       | —     | —     | 0     | —     |
| PvdA               | 4     | 5     | —     | —     |
| Gesamt             | 15    | 15    | 15    | 15    |

## Persönlichkeiten
- Anna Maria von Schürmann (* 5. November 1607 in Köln; † 4. Mai 1678 in Wieuwerd), niederländisch-deutsche Pietistin und Universalgelehrte
- Petronella Moens (1762–1843), niederländische Autorin und Dichterin, geboren in Kûbaard
- Jan Ankerman (1906–1942), Hockeyspieler

## Bilder

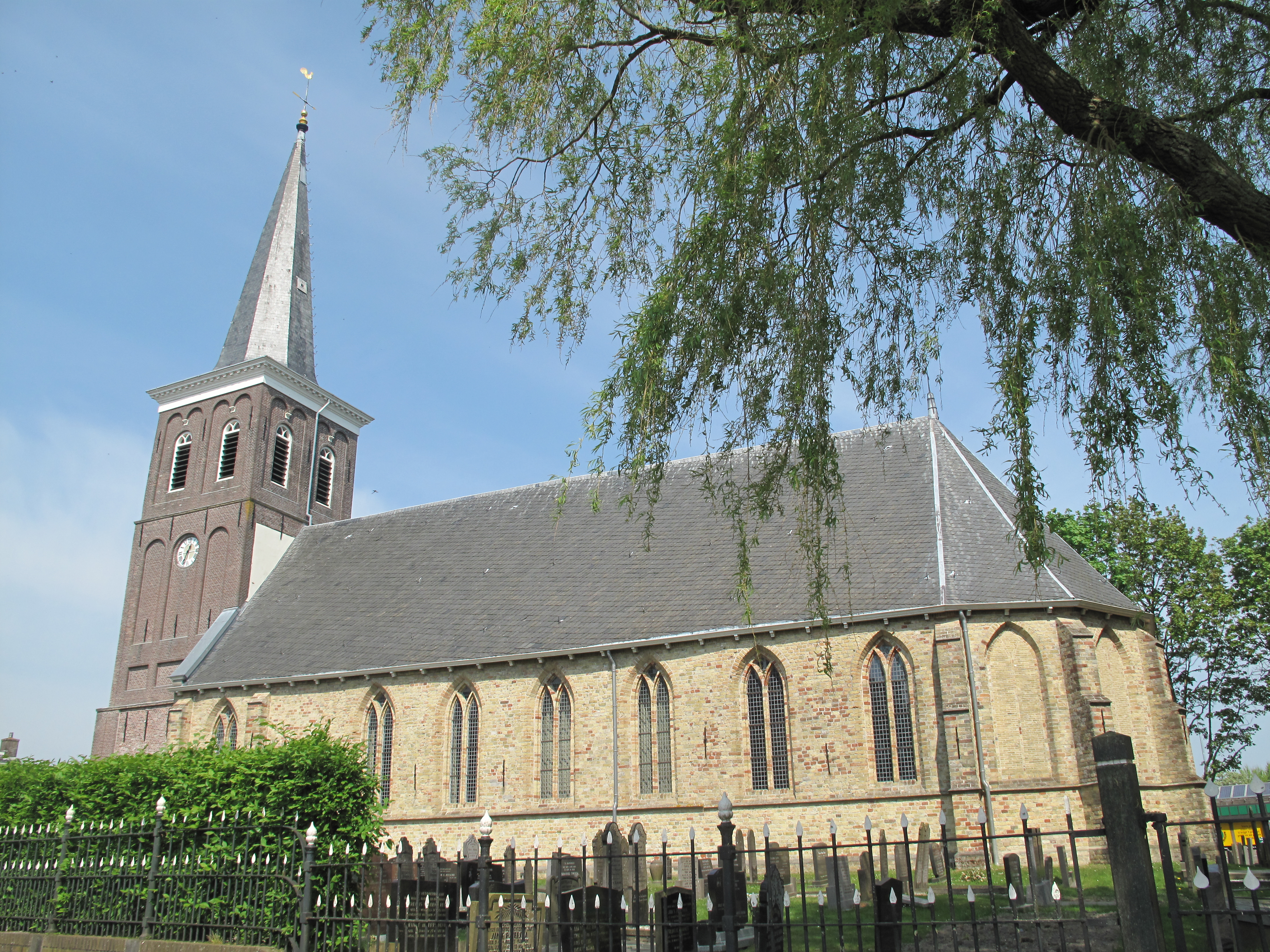
Wommels, Kirche: Jacobikerk
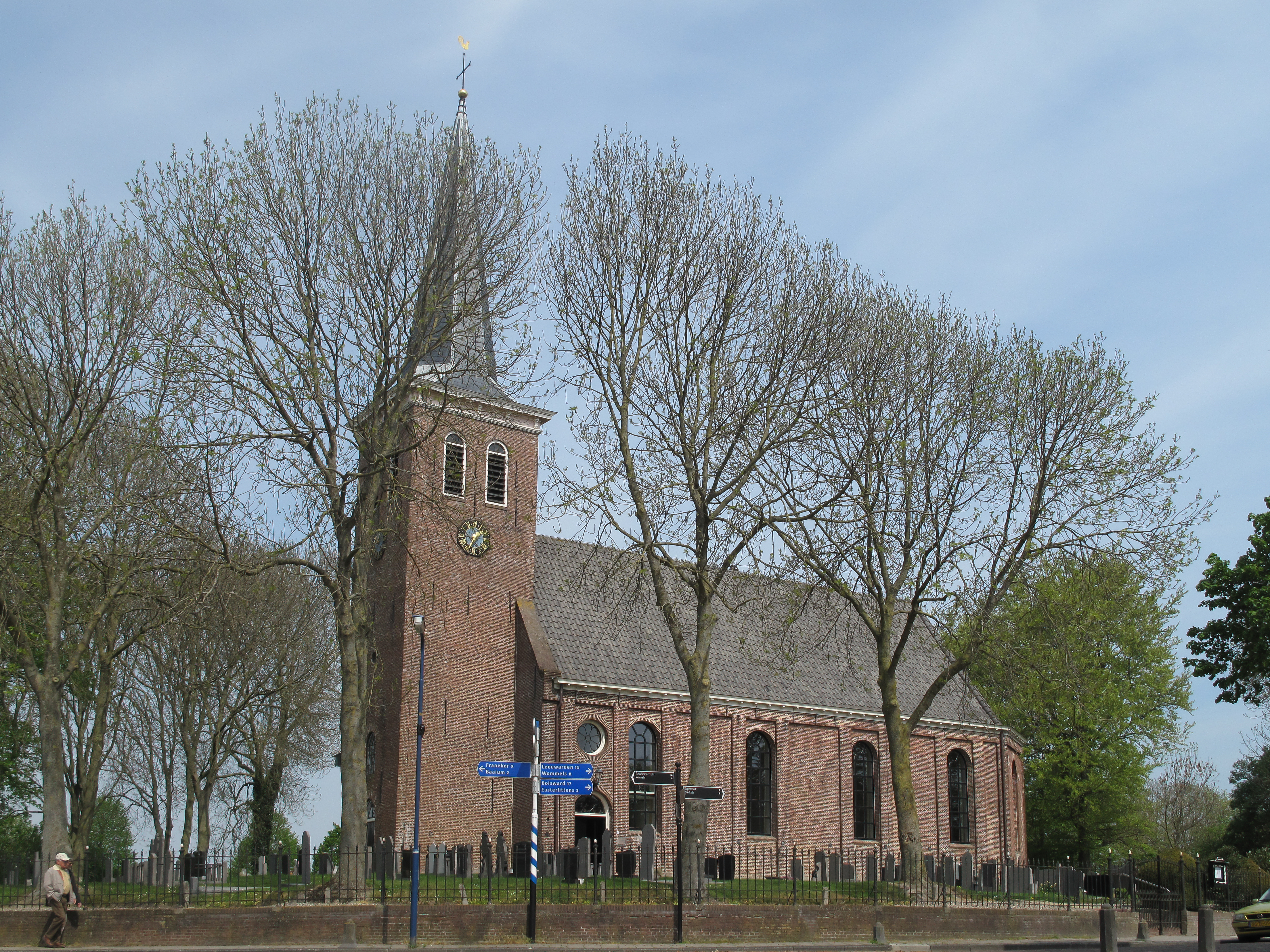
Winsum, Kirche
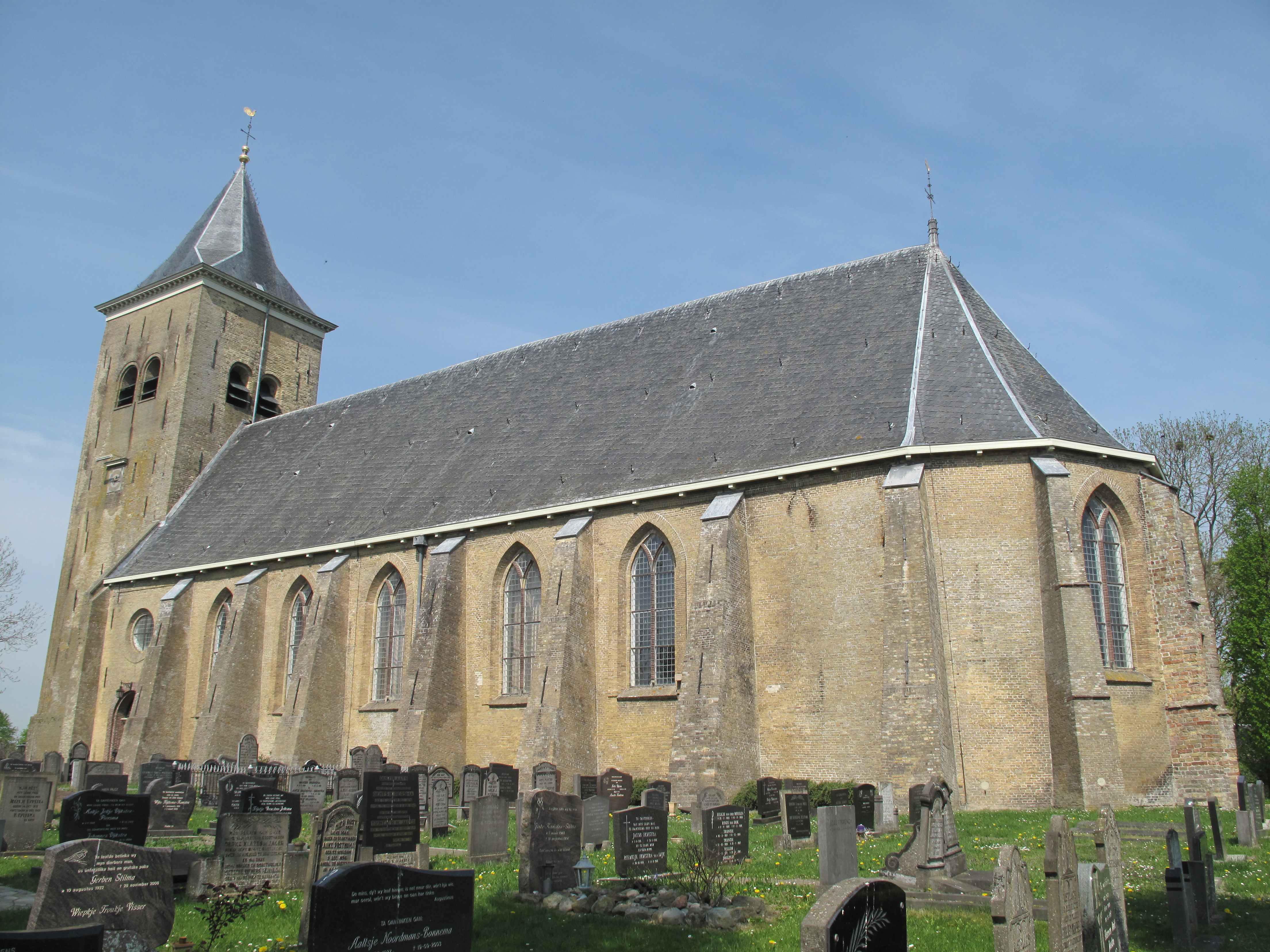
Oosterend, Kirche: Martinikerk
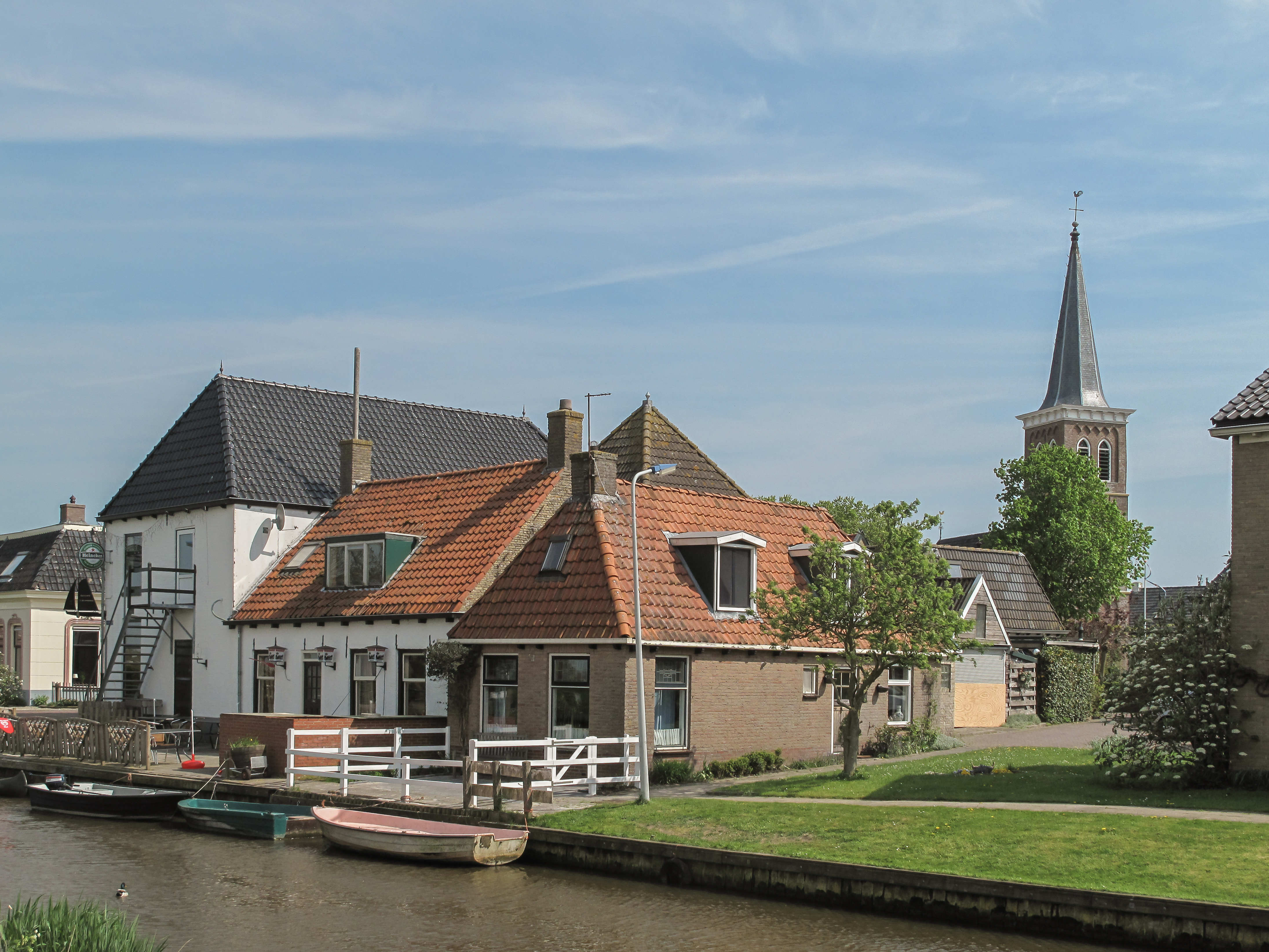
Baard, Kirche (Hervormde Kerk) in de Strasse
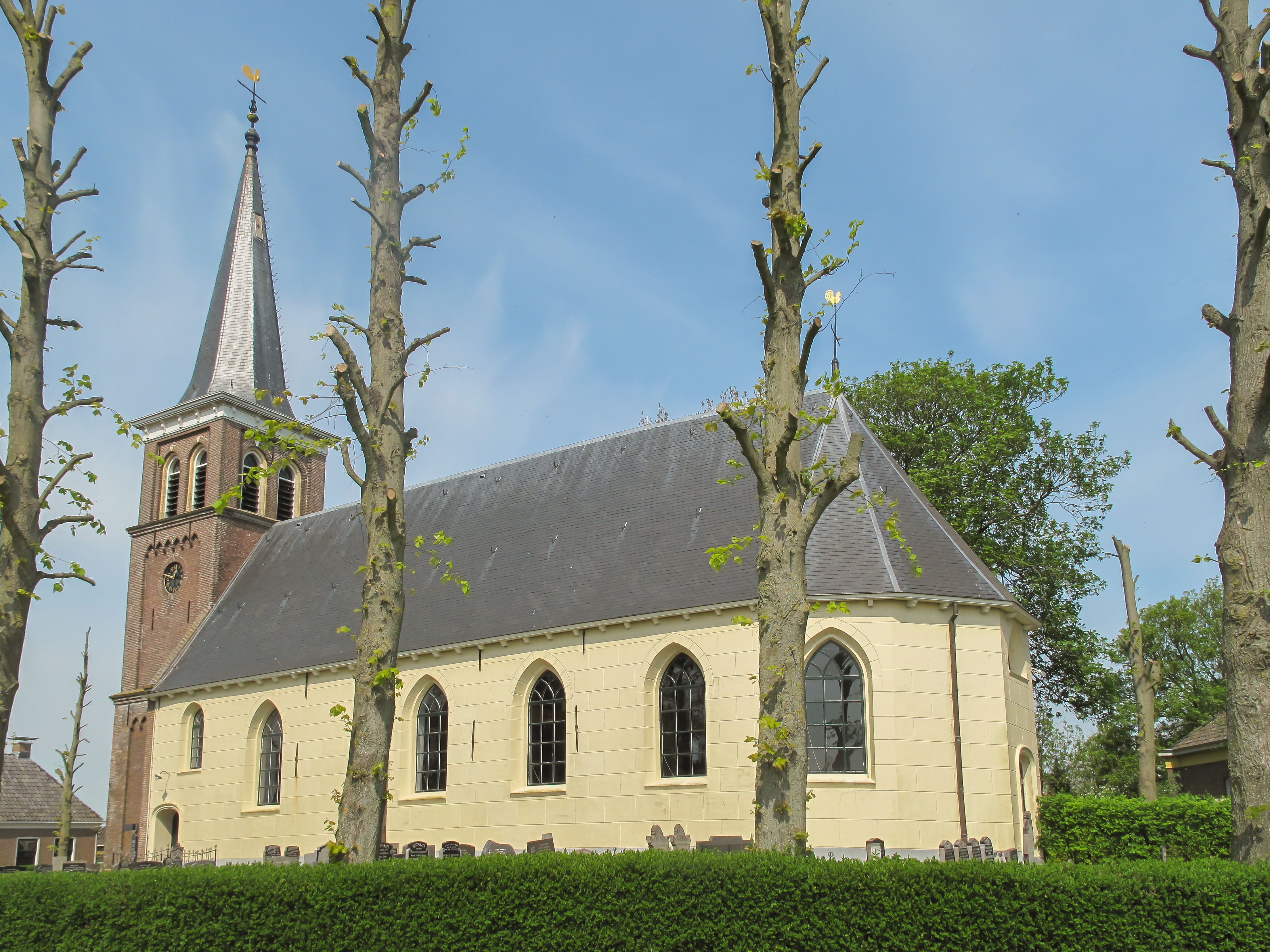
Kubaard, Kirche
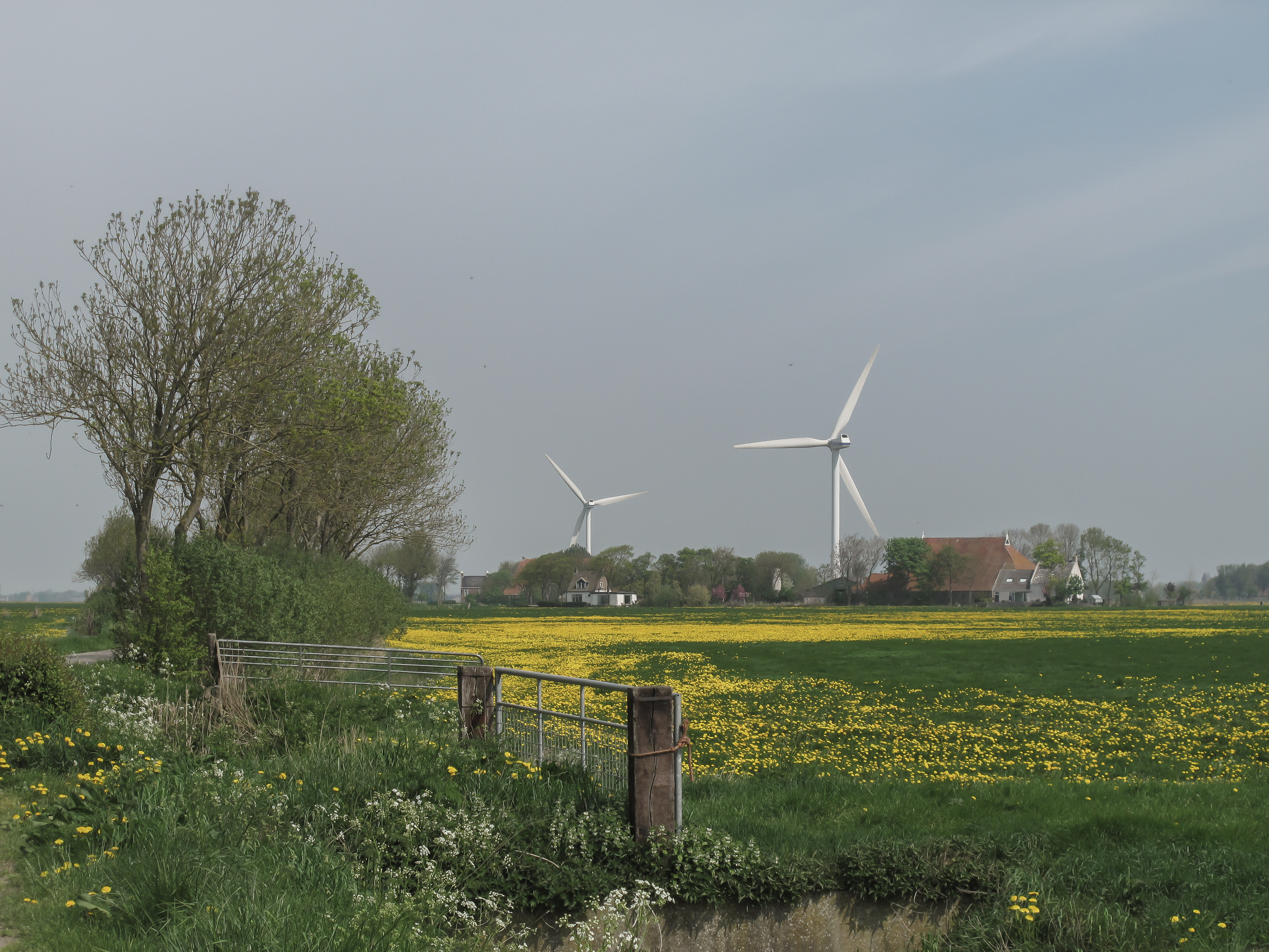
tussen Kubaard en Spannum, Panorama
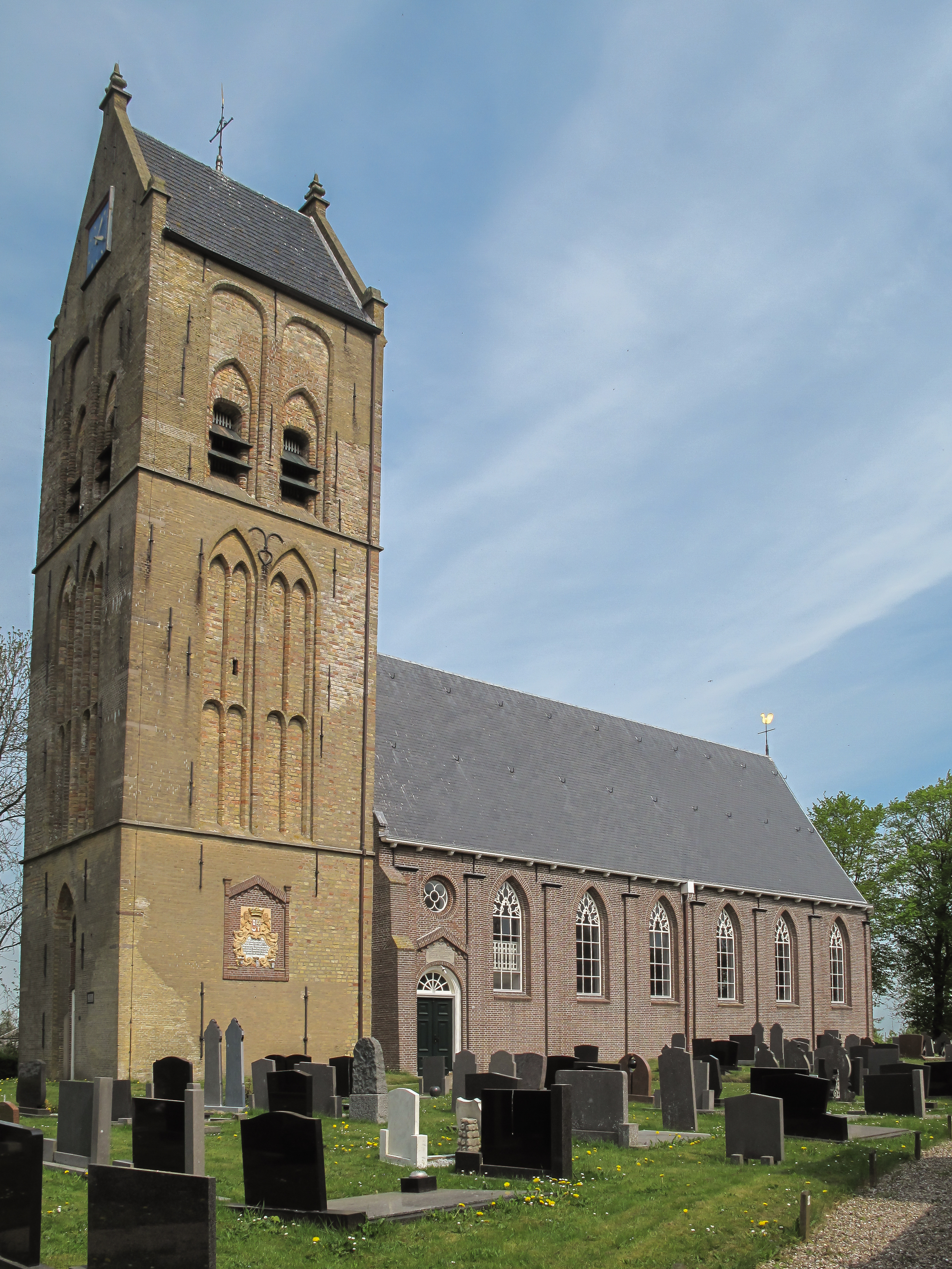
Spannum, Kirche